# 科林·麦克雷

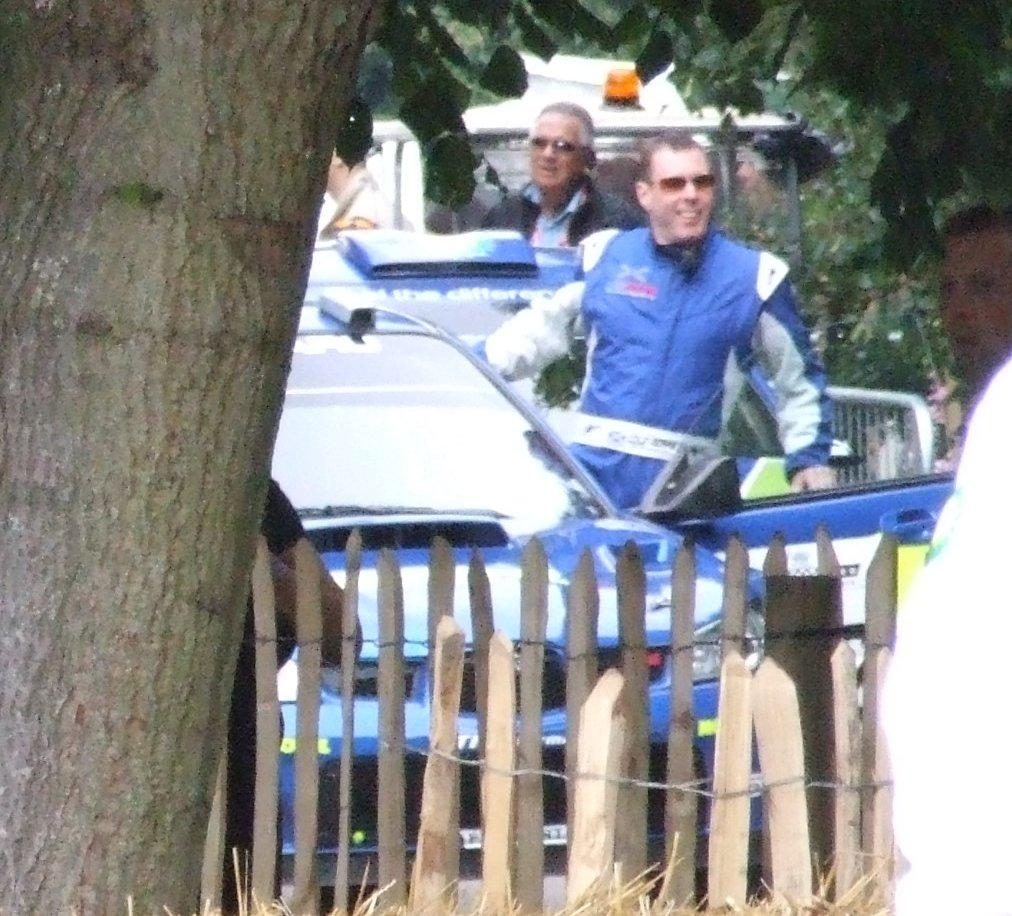
麥克雷與速霸陸Impreza WRC賽車，攝於2007年的古伍德速度節（Goodwood Festival of Speed）中

科林·史提爾·麥克雷，MBE（Colin Steele McRae，1968年8月5日—2007年9月15日），英國拉力賽車手，世界越野錦標賽（WRC）1995賽季總冠軍。
出身賽車世家的麥克雷是五屆英國冠軍拉力賽冠軍吉米·麥克雷（Jimmy McRae）的兒子，而他的弟弟亞李斯特·麥克雷（Alister McRae）也是一名職業拉力賽車手。他是英國冠軍拉力賽1991年及1992年賽季的冠軍得主，並在1995年時駕駛一輛速霸陸Impreza WRC賽車贏得世界拉力錦標賽總冠軍，成為第一個獲此殊榮的英國人，亦是歷史上最年輕的奪冠者。為表彰其成就，英國女王伊莉莎白二世於1996年為其頒發大英帝國員佐勳章（MBE）。
麥克雷在速霸陸世界拉力車隊的出色表現，幫助車隊於1995年至1997年連續3個賽季奪得錦標賽的車隊總冠軍。之後，加入福特世界拉力車隊的麥克雷又在4個賽季中奪得9次分站賽冠軍。2003年，麥克雷轉投雪鐵龍世界拉力車隊，儘管期間未有獲得分站賽冠軍，但卻幫助車隊獲得第一個年度車隊總冠軍。
2007年9月15日，麥克雷所駕駛的私人直昇機在蘇格蘭自宅附近的森林地帶墜毀，麥克雷本人與5歲大的兒子以及兩名朋友均在意外中喪生，得年39歲。
2008年11月，麥克雷被載入蘇格蘭體育名人堂。

## 私人生活
麥克雷與妻子艾莉森（Alison）共育有兩名子女，荷莉（Hollie）與強尼（Johnny）。1995年，麥克雷曾在好友、一級方程式賽車選手大衛·庫塔（David Coulthard）的邀約下至摩納哥定居，但稍後又搬回他位於蘇格蘭拉納克郡的老家。

## 職業生涯

### 早年職業生涯
麥克雷的職業賽車生涯開始於1986年，當時18歲的他駕駛了一輛塔Talbot Sunbeam參賽，是蘇格蘭拉力冠軍賽（Scottish Rally Championship）的常客。麥克雷的偶像是芬兰冠軍車手阿里·瓦塔宁（Ari Vatanen）。如同瓦塔宁一样，麥克雷駕駛風格激進，很快便名氣大振，成为拉力车坛新星。1987年首度在瑞典拉力賽站中登場，駕駛一輛Vauxhall Nova。1991年，他正式以大約1萬英鎊的年薪加入英國的Prodrive車隊，為速霸陸車廠出戰英國拉力冠軍賽，並在1991年與1992年贏得該賽事冠軍，而正式轉進一線廠隊——速霸陸世界拉力車隊，進軍WRC賽事。麥克雷於1992年還參加了英國房車賽，駕駛Prodrive車隊的BMW賽車，不過在賽事中，麥克雷由於導致一次本可避免的碰撞，被取消參賽資格。

### 世界拉力錦標賽

#### 1993年-1998年：速霸陸

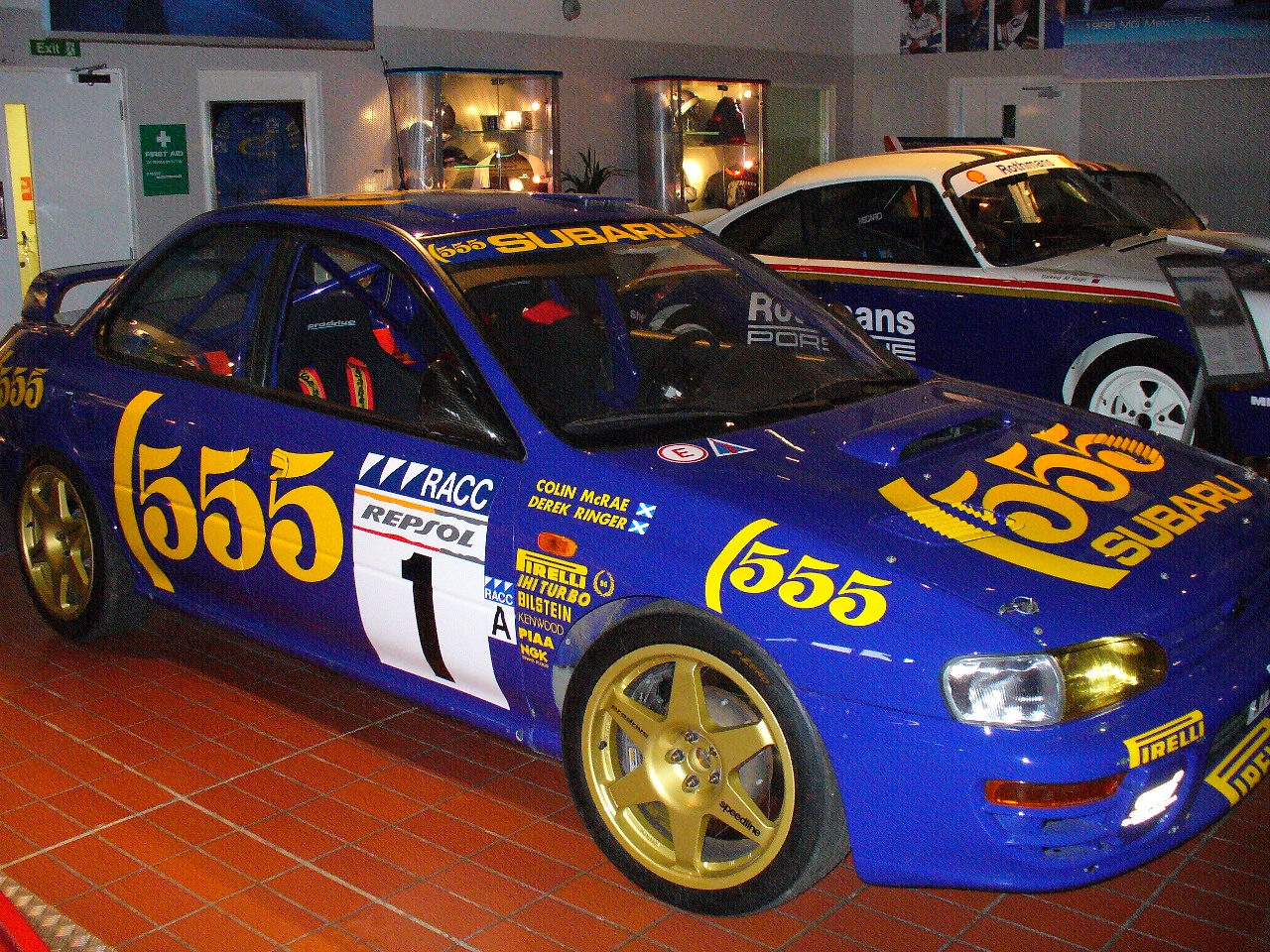
科林·麥克雷於1996年世界拉力錦標賽中所駕駛的速霸陸Impreza WRC 555廠車

進入速霸陸世界拉力車隊後，麥克雷在1993年的紐西蘭拉力賽駕駛速霸陸Legacy賽車贏得該分站賽的冠軍，這是其生涯中的第一座WRC分站賽冠軍，也是速霸陸車隊的第一次勝利。在麥克雷的效力下，速霸陸車隊連續三年奪得WRC車廠冠軍頭銜，他自己也在1995年的大不列顛拉力大賽（Rally of Great Britain）中與兩名隊友——西班牙車手卡洛斯·聖茲（Carlos Sainz）及英國車手理察·伯恩斯（Richard Burns）——三人聯手包辦該分站賽的前三名，並替他自己贏得了職業生涯中唯一一座世界冠軍。

#### 1999年-2002年：福特
在與速霸陸合作多年並獲得各種成就之後，麥克雷在1999年時跳槽至M-Sport車隊，代表福特世界拉力車隊參賽，並駕駛著福特Focus賽車在該年的東非拉力賽（Safari Rally）與葡萄牙拉力賽（Rally Portugal）中奪得分站賽冠軍，但在之後的分站中受限於車輛穩定性的問題，僅僅再拿到零星的三分積分而以賽季第六名作收。2001年，麥克雷終於重返頒獎台，在激烈的積分拉鋸之後僅以兩分之差，敗給了仍然效力於速霸陸世界拉力車隊的昔日隊友——理查·伯恩斯，獲得此賽季世界亞軍。此後
，麥克雷又在2002年的東非拉力賽中再次拿下分站賽冠軍，以生涯總共25個WRC分站賽冠軍的成績打破當時賽會的歷史記錄，不過這座獎盃也變成他生平最後一座WRC分站賽冠軍獎杯。該記錄之後也陸續被老將卡洛斯·聖茲，後起之秀塞巴斯蒂安·勒布（Sébastien Loeb）與馬庫斯·格倫霍姆（Marcus Grönholm）等人打破。

#### 2003年：雪鐵龍
2003年時麥克雷轉投效雪鐵龍車隊，但表現不如預期，也導致他失去2004年賽季的續約機會而宣告從WRC場上退休。退休之後他陸續參加了一些不同的賽事，例如巴黎達卡越野大賽（Paris Dakar Rally）與利曼24小時耐久賽（法語：24 Heures du Mans)，並在2005年時零星地參加了大不列顛拉力大賽與澳洲拉力賽（Rally Australia）。麥克雷的最後一場WRC賽事是2006年的土耳其拉力賽（Rally Turkey），代替當時因為單車意外而受傷的勒布出賽。

### 意外身亡
2007年9月15日，麥克雷在招待友人至鄰近地區觀光結束後，駕駛他私人擁有的法國航太AS350B2「松鼠」式直昇機（機身編號G-CBHL）欲返回位於拉納克的自宅時，在途中、約距自家宅邸1.6公里處的賈維斯森林（Jerviswood）墜毀。除了麥克雷本人外，他5歲大的兒子強尼，以及強尼一名6歲大的好友Ben Porcelli，與麥克雷求學時代的好友Graeme Duncan（39歲），都一同在事故中身亡。